# Guerre sociale (Athènes)
Pour les articles homonymes, voir Guerre sociale.
Batailles
bataille d'Embata
La Guerre des alliés ou Guerre sociale désigne une guerre intestine qui divise la Seconde confédération athénienne de 357 à 355 av. J.-C..
Les alliés (Chios, Rhodes, Cos et la ville indépendante de Byzance) refusaient de payer l'impôt de l'alliance (la syntaxis). S'ensuivit une guerre rapide avec Athènes qui se termina par la victoire à Embata (356 av. J.-C.) des rebelles qui retrouvèrent leur indépendance.

## Contexte
En -377, une nouvelle confédération de cités indépendantes se constitue sous l'égide d'Athènes pour contrer la ligue des Péloponnésiens. Bientôt ralliée par Corcyre, par la ligue chalcidienne puis la ligue thessalienne, elle forme une nouvelle symmachie qui égale peu ou prou en étendue la ligue de Délos, créée un siècle auparavant.
Les Athéniens engagent une politique offensive afin de maintenir leurs communications avec la mer Noire : en -365, le stratège Timothée s’empare de l'île de Samos et de la cité de Sestos, où il installe une clérouquie. L'année suivante, il occupe Pydna et Méthone, puis, en -363 réintègre par la force dans la confédération la petite cité de Kéos en Attique. Mais, face à la montée en puissance de Thèbes qui a défait les troupes spartiates, les athéniens peinent à maintenir l'alliance : la ligue se délite progressivement et non seulement les villes de Byzance, Lesbos et Chios font sécession en -364, Cyzique en -362, Corcyre en -361 mais en plus Alexandre de Phères mène une expédition contre le Pirée en 361.

## Guerre des alliés

### Sécessions
Face à ces revers, les stratèges athéniens sont inculpés pour haute trahison par l'assemblée et sont exécutés ou exilés, à l'instar de Callistratos qui, condamné à mort, se réfugie en Macédoine. C'est alors que Mausole, satrape de Carie, suscite une alliance contre Athènes en -357, en retournant ses alliés de Rhodes, Kos, Chios et Byzance.
Les généraux athéniens Charès et Chabrias reçoivent le commandement de la flotte athénienne pour tenter de s’opposer aux rebelles et, bien qu'il soit impossible d'en préciser les causes immédiates, les hostilités débutent à Chios, probablement en -357/-356. Les Athéniens mettent le siège devant Chios par terre et par mer, mais Chabrias trouve la mort au cours d’un engagement naval. En -356, les alliés révoltés s'en prennent aux clérouquies athéniennes et ravagent les îles de Lemnos et d'Imbros restées fidèles à Athènes, avant de s'attaquer à la chôra de Samos devant laquelle ils mettent le siège par terre et par mer, siège dont l'issue est incertaine.
Charès, qui a reçu le commandement sur toute la flotte athénienne, se retire vers l'Hellespont pour mener des opérations contre Byzance en -356. Les généraux Timothée, Iphicrate et son fils Ménesthée, sont envoyés pour lui venir en aide. Lors de la bataille d'Embata, près d’Érythrées, Timothée et Iphicrate refusent le combat en raison d'un vent trop violent, mais Charès s'engage et y perd un grand nombre de ses navires : les Athéniens subissent une défaite décisive.

### Interventions perses
Bien qu'il soit le responsable de la défaite, Charès fait accuser Iphicrate et Timothée et ce dernier est condamné à payer une amende, et s'enfuit. Les citoyens athéniens ne pouvant plus financer la guerre, Charès se met alors au service du satrape Artabaze, en révolte contre Artaxerxès III Ochos. Mais après la plainte du Grand Roi, ils lui ordonnent de l'abandonner, craignant que les Perses ne soutiennent les confédérés en révolte.
Poussés par ces derniers, les Athéniens reconnaissent l’indépendance de leurs anciens alliés en -355 : c'en est fini de la seconde confédération athénienne, désormais réduite à une poignée de bases navales en mer Égée. Athènes est donc affaiblie mais le sort des insulaires sécessionistes n'est pas plus enviable : loin d’accéder à la liberté qu'ils escomptaient, ils passent sous le joug des satrapes de Carie.
À Athènes, le parti de la guerre conduit par Charès est remplacé par un parti de la paix, conduit par Eubule et le surplus financier de ce qui avait été rassemblé pour la guerre est utilisé pour des divertissements publics.[réf. nécessaire]

### Philippe II
Le roi Philippe II de Macédoine voit dans la guerre une occasion de servir les intérêts de son empire macédonien dans la région de la mer Égée. En -357, il s'empare d'Amphipolis, où est entreposé l'or et l'argent des mines du mont Pangée et qui permet de s'en approcher ; on y trouve aussi du bois d'œuvre, ce qui peut assurer l'avenir économique et politique de la Macédoine. Philippe s'engage à offrir secrètement Amphipolis aux Athéniens en échange de l'important port de Pydna. L'affaire conclue, il s'empare de celui-ci et de Potidée au cours de l'hiver, sans céder Amphipolis, puis prend la ville de Crénides aux Odrysiens et sur le site de laquelle il bâtit Philippes.

## Sources
- (de) Cet article est partiellement ou en totalité issu de l’article de Wikipédia en allemand intitulé « Bundesgenossenkrieg (Attischer Seebund) » (voir la liste des auteurs).

- (en) Cet article est partiellement ou en totalité issu de l’article de Wikipédia en anglais intitulé « Social War (357–355 BC) » (voir la liste des auteurs).